# Hauteur (groupe abélien)
Pour les articles homonymes, voir Hauteur.
En mathématiques, la hauteur d'un élément g d'un groupe abélien A est un invariant qui capture ses propriétés de divisibilité : c'est le plus grand nombre naturel N tel que l'équation Nx = g a une solution x ∈ A, ou le symbole ∞ si le plus grand nombre avec cette propriété n'existe pas. 
La p-hauteur considère uniquement les propriétés de divisibilité par les puissances d'un nombre premier p fixé. La notion de hauteur admet un raffinement de sorte que la p-hauteur devienne un nombre ordinal. La hauteur joue un rôle important dans les théorèmes de Prüfer et aussi dans le théorème d'Ulm, qui décrit la classification de certains groupes abéliens infinis en fonction de leur facteurs d'Ulm ou d'invariants d'Ulm.

## Définition de la hauteur
Soit A un groupe abélien et g un élément de A. La p-hauteur de g dans A, notée hp(g), est le plus grand nombre naturel n tel que l'équation pnx = g a une solution x ∈ A, ou le symbole ∞ si une solution existe pour tout n. Ainsi, hp(g) = n si et seulement si g ∈ pnAet g ∉ pn+1A. Cela permet d'affiner la notion de hauteur.
Pour tout ordinal α, il y a un sous-groupe pαA de A qui est l'image de la multiplication par p itérée α fois, définie à l'aide de récurrence transfinie :
- p0A = A;
- pα+1A= p(pαA);
- pβA=∩α < β pαA si β est un ordinal limite.

Les sous-groupes  pαA forment une filtration décroissante du groupe A, et leur intersection est le sous-groupe des éléments p-divisibles de A, dont les éléments sont affectés de la hauteur ∞. La  p-hauteur modifiée hp∗(g) = α si g ∈ pαA,mais g ∉ pα+1A. La construction de pαA est fonctorielle dans A; en particulier, les sous-quotients de la filtration sont des  invariants des isomorphismes de A.

## Sous-groupes d'Ulm
Soit p un nombre premier. Le (premier) sous-groupe d'Ulm d'un groupe abélien A, notée U(A) ou A1, pωA = ∩n pnA, où ω est le plus petit ordinal infini. Il se compose de tous les éléments d'A de hauteur infinie. La famille {Uσ(A)} de sous-groupes d'Ulm indexés par des ordinaux σ est définie par récurrence transfinie :
- U0(A) = A;
- Uσ+1(A) = U(Uσ(A));
- Uτ(A) = ∩σ < τ Uσ(A) si τ est un ordinal limite.

De manière équivalente, Uσ(A) = pωσA, où ωσ est le produit des ordinaux ω et σ.
Les sous-groupes d'Ulm forment une filtration décroissante de A dont les quotients Uσ(A) = Uσ(A)/Uσ+1(A) sont appelés les facteurs d'Ulm de A. Cette filtration se stabilise et le plus petit ordinal τ tel que Uτ(A) = Uτ+1(A) est la longueur d'Ulm de A. Le plus petit sous-groupe d'Ulm Uτ(A), également notée U∞(A) et p∞A, se compose de tous les éléments p-divisibles de A, et puisque c'est un groupe divisible, c'est une somme directe de A.
Pour tous les facteurs d'Ulm Uσ(A) les p-hauteurs de ses éléments sont finies et ne sont pas bornées pour tous les facteurs d'Ulm sauf peut-être la dernière, à savoir Uτ−1(A) lorsque la longueur d'Ulm τ est un ordinal successeur.

## Théorème d'Ulm
Le deuxième théorème de Prüfer fournit une extension directe du théorème fondamental de groupes abéliens finis générés aux p-groupes abéliens dénombrables, sans éléments de hauteur infinie : chaque groupe est isomorphe à une somme directe de groupes cycliques dont les ordres sont des puissances de p. En outre, la cardinalité de l'ensemble de sommations d'ordre pn est déterminée de manière unique par le groupe et chaque séquence de cardinalité au plus dénombrable  est réalisée. Helmut Ulm (1933) a trouvé une extension de cette théorie des classifications aux p-groupes dénombrables généraux: leur classe d'isomorphisme est déterminée par les classes d'isomorphisme des facteurs d'Ulm et de la partie p-divisible.
Théorème d'Ulm : Soient A et B des p-groupes dénombrables abéliens tels que pour tout ordinal σ leurs facteurs d'Ulm sont isomorphes, Uσ(A) ≅ Uσ(B) et les parties p-divisibles de A et B sont isomorphes, U∞(Un) ≅ U∞(B). Alors A et B sont isomorphes.
Il y a un complément à ce théorème,tout d'abord indiqué par Leo Zippin (1935), et prouvé par Kurosh (1960), qui traite de l'existence d'un p-groupe abélien de facteurs d'Ulm donnés.
Soit τ un ordinal et {Aσ} une famille de p-groupes abéliens dénombrables indexé par les ordinaux σ < τ tels que les p-hauteurs des éléments de chaque Aσ sont finies et, sauf peut-être pour la dernière, ne sont pas bornées. Alors il existe un p-groupe réduit abélien A de longueur d'Ulm τ dont les facteurs d'Ulm sont isomorphes à ces p-groupes, Uσ(A) ≅ Aσ.
La preuve originale d'Ulm est basée sur une extension de la théorie des diviseurs élémentaires aux matrices infinies.

### Autre formulation
George Mackey et Irving Kaplansky ont généralisé le théorème d'Ulm à certains modules sur un anneau à valuation discrète complet. Ils ont introduit des invariants de groupes abéliens qui mènent à une déclaration directe de la classification des groupes abéliens dénombrables périodiques: étant donné un groupe abélien A, un nombre premier p, et un ordinal α, le α(eme) invariant d'Ulm correspondant est la dimension du quotient
pαUn[p]/pα+1A[p],
où B[p] désigne la p-torsion d'un groupe abélien B, c'est-à-dire le sous-groupe des éléments d'ordre p, considéré comme un espace vectoriel sur le corps fini à p éléments.
Un groupe abélien dénombrable périodique réduit  est déterminé de façon unique à l'isomorphisme près par ses invariants d'Ulm pour tous les nombres premiers p et les ordinaux dénombrables α.
Leur preuve simplifiée du théorème d'Ulm a servi de modèle pour de nombreux autres généralisations à d'autres classes de groupes et modules abéliens.